# آلفرد فیشر
آلفرد فیشر (آلمانی: Alfred Fischer؛ ‏ ۲۹ اوت ۱۸۸۱ – ۱۰ آوریل ۱۹۵۰) معمار و استاد دانشگاه اهل آلمان بود.
فیشر یکی از اعضای فدراسیون معماران آلمان (BDA) و از اعضای اجرایی (Deutscher Werkbund (DWB بود. 
او در کنار فعالیت آموزشی، چند سالی به عنوان معمار با همکاری ریچارد اسپیدل کار کرد.